# Temperatura de Néel
La temperatura de Néel es la temperatura por encima de la cual desaparece el efecto antiferromagnético en los materiales, pasando éstos a comportarse como materiales paramagnéticos. Es una propiedad específica de cada material.
La temperatura de Néel es análoga a la temperatura de Curie de los materiales ferromagnéticos. Recibe este nombre en honor a Louis Eugène Félix Néel (1904-2000), quien fue el primero en identificar el fenómeno en 1948 y que en 1970 recibió el Premio Nobel de Física por sus trabajos sobre el ferromagnetismo (premio compartido ese año con el astrónomo Hannes Olof Gösta Alfvén, el cual fue galardonado por sus trabajos relacionados con el plasma).
A continuación se recoge una tabla con la temperatura de Néel en diferentes substancias:
| Substancia | Temperatura de Néel, en Kelvin |
| ---------- | ------------------------------ |
| MnO        | 116                            |
| MnS        | 160                            |
| MnTe       | 307                            |
| MnF2       | 67                             |
| FeF2       | 79                             |
| FeCl2      | 24                             |
| FeI2       | 9                              |
| FeO        | 198                            |
| FeOCl      | 80                             |
| CoCl2      | 25                             |
| CoI2       | 12                             |
| CoO        | 291                            |
| NiCl2      | 50                             |
| NiI2       | 75                             |
| NiO        | 525                            |
| Cr         | 308                            |